# Festival international du film de Saint-Sébastien 2021
Le festival international du film de Saint-Sébastien 2021, 69e édition du festival (69 edición del Festival de San Sebastian ou 69. Donostiako Zinemaldia) se déroule du 17 au 25 septembre 2021.

## Déroulement et faits marquants
L'acteur américain Johnny Depp recevra le Prix Donostia pour l'ensemble de sa carrière.
Lors de la cérémonie d'ouverture, l'actrice Marion Cotillard reçoit le Prix Donostia pour l'ensemble de sa carrière.
Le 25 septembre 2021, le palmarès est dévoilé : le film roumain Blue Moon (Crai Nou) de Alina Grigore remporte la Coquille d'or, et que Tea Lindeburg la Coquille d'argent du meilleur réalisateur pour As in Heaven (Du som er i himlen). Les actrices Jessica Chastain et Flora Ofelia Hofmann Lindahl ont la Coquille d'argent du meilleur premier rôle pour leur rôle dans Dans les yeux de Tammy Faye et As in Heaven (Du som er i himlen). Le prix spécial du jury est remis au film Earwig de Lucile Hadzihalilovic.

## Jury

### Sélection officielle
- Dea Kulumbegashvili (présidente du jury), réalisatrice et scénariste  Géorgie
- Maite Alberdi, réalisatrice et scénariste  Chili
- Audrey Diwan, écrivaine, scénariste et réalisatrice  France  Liban
- Susi Sánchez, actrice  Espagne
- Ted Hope (en), producteur  États-Unis

## Sélection

### En compétition
- One Second de Zhang Yimou (film d’ouverture)  Chine
- Vous ne désirez que moi de Claire Simon  France
- Qui à part nous (Quién lo impide) de Jonás Trueba  Espagne
- Fire on the Plain de Zhang Ji  Chine
- Les Repentis (Maixabel) de Icíar Bollaín  Espagne
- Abuela (La abuela) de Paco Plaza  Espagne
- El buen patrón de Fernando León de Aranoa  Espagne
- Earwig de Lucile Hadzihalilovic  France
- As in Heaven (Du som er i himlen) de Tea Lindeburg  Danemark
- Distancia de rescate de Claudia Llosa  Pérou  Chili  Espagne
- Blue Moon (Crai Nou) de Alina Grigore  Roumanie
- Camila saldrá esta noche de Inés Barrionuevo  Argentine
- Benediction de Terence Davies  Royaume-Uni
- Arthur Rambo de Laurent Cantet  France
- Enquête sur un scandale d'État de Thierry de Peretti  France
- Dans les yeux de Tammy Faye (The Eyes of Tammy Faye) de Michael Showalter  États-Unis

### Hors compétition
- Rosa Rosae. La guerra civil de Carlos Saura  Espagne (film d'ouverture)
- Les Lois de la Frontière (Las leyes de la frontera) de Daniel Monzón  Espagne (film de clôture)
- La hija de Manuel Martín Cuenca  Espagne
- La Fortuna de Alejandro Amenábar  Espagne

### Horizontes latinos
- Jesús López de Maximiliano Schonfeld  Argentine
- El empleado y el patrón de Manuel Nieto Zas  Uruguay  Argentine
- Amparo de Simón Mesa Soto  Colombie
- Aurora de Paz Fábrega  Costa Rica
- Azor de Andreas Fontana  Argentine
- La caja de Lorenzo Vigas  Mexique
- Madalena de Madiano Marcheti  Brésil
- Noche de fuego de Tatiana Huezo  Mexique
- Piedra noche de Iván Fund  Argentine  Chili  Espagne
- Notre histoire policière (Una película de policías) de Alonso Ruizpalacios  Mexique

### Perles (Perlak)
- Compétition officielle (Competencia oficial) de Mariano Cohn et Gastón Duprat  Argentine
- Drive My Car de Ryūsuke Hamaguchi  Japon
- Titane de Julia Ducournau  France
- Benedetta de Paul Verhoeven  France
- Contes du hasard et autres fantaisies de Ryūsuke Hamaguchi  Japon
- Jane par Charlotte de Charlotte Gainsbourg  France
- La Croisade de Louis Garrel  France
- Illusions perdues de Xavier Giannoli  France
- Les Intranquilles de Joachim Lafosse  Belgique
- Ouistreham de Emmanuel Carrère  France
- Petite Maman de Céline Sciamma  France
- Are You Lonesome Tonight? de Wen Shipei  Chine
- Red Rocket de Sean S. Baker  États-Unis
- The French Dispatch de Wes Anderson  États-Unis
- The Power of the Dog de Jane Campion  Nouvelle-Zélande
- Tout s'est bien passé de François Ozon  France
- The Velvet Underground de Todd Haynes  États-Unis

## Palmarès

### Sélection Officielle
- Coquille d'or : Blue Moon (Crai Nou) de Alina Grigore
- Coquille d'argent du meilleur réalisateur : Tea Lindeburg pour As in Heaven (Du som er i himlen)
- Coquille d'argent du meilleur premier rôle : Jessica Chastain pour son rôle dans Dans les yeux de Tammy Faye, et Flora Ofelia Hofmann Lindahl pour son rôle dans As in Heaven
- Coquille d'argent du meilleur second rôle : les acteurs de Qui à part nous (Quién lo impide)
- Prix du jury pour la meilleure photographie : Claire Mathon pour Enquête sur un scandale d'État
- Prix du jury pour le meilleur scénario : Terence Davies pour Benediction
- Prix spécial du jury : Earwig de Lucile Hadzihalilovic

### Nouveaux réalisateurs
- Prix du meilleur film :
- Mention spéciale :

### Horizontes latinos
- Prix du meilleur film :
- Mention spéciale :

### Prix spéciaux
- Prix Donostia : Johnny Depp et Marion Cotillard